# Лихуниха
Лихуниха — деревня в Пучежском районе Ивановской области России. Входит в состав Илья-Высоковского сельского поселения.

## География
Деревня расположена в восточной части Ивановской области, в зоне хвойно-широколиственных лесов, на берегах реки Родинки, на расстоянии примерно 2 километра (по прямой) к юго-западу от города Пучежа, административного центра района. Абсолютная высота — 115 метров над уровнем моря.

### Климат
Климат характеризуется как умеренно континентальный, с умеренно холодной снежной зимой тёплым влажным летом. Среднегодовая температура воздуха — 2,6 °C. Средняя температура воздуха самого холодного месяца (января) — −12,1 °C (абсолютный минимум — −39 °C); самого тёплого месяца (июля) — 17,7 °C (абсолютный максимум — 30 °С). Безморозный период длится около 139 дней. Годовое количество атмосферных осадков — 658 мм, из которых 417 мм выпадает в период с апреля по октябрь. Снежный покров устанавливается в третьей декаде ноября и держится в течение 145 дней.

### Часовой пояс
Деревня Лихуниха, как и вся Ивановская область, находится в часовой зоне МСК (московское время). Смещение применяемого времени относительно UTC составляет +3:00.

## История
До революции деревня относилась к Горбунихинской волости Юрьевецкого уезда Костромской губернии. С 1918 года в составе Иваново-Вознесенской губернии, с 1929 года в составе Пучежского района Ивановской области, с 2005 года — в составе Илья-Высоковского сельского поселения.
До 1970-х гг. автомагистраль г. Пучеж — г. Иваново проходила через деревню. Напоминанием об этом является мощенная булыжником дорога Пучеж — Плужниково — Лихуниха.
До середины 1960-х гг. недалеко от деревни (1 км к востоку) на юго-западной окраине деревни Плужниково действовала Стоюнинская начальная школа, в которой обучались дети из окрестных деревень: Плужниково, Борисенки, Марковская, Дегтяриха, Гусельниково, Лихуниха, Киселиха. Позднее в здании школы располагалась лечебница для алкозависимых. До настоящего времени здание школы не сохранилось.
Стоюнинская школа основана как земская школа в 1907 г.
В советские годы на восточной окраине деревни (на берегу Родинки) действовал магазин-"ларек". В 1990-е гг., после закрытия магазина, около деревни останавливалась автолавка.
В 2010-х гг. около Пучежа вдоль трассы на Иваново были посажены лесозащитные полосы из елей; по мере роста последних д. Лихуниху стало практически не видно с трассы.
В 2012 г. на западной окраине деревни появилась Газораспределительная станция "Пучеж" (Филиал ООО "Газпром трансгаз Нижний Новгород" - Семеновское ЛПУ МГ) (См.: Распоряжение Губернатора Ивановской области от 28.09.2012 № 226-р "Об утверждении перечня объектов топливно-энергетического комплекса Ивановской области, подлежащих категорированию": https://www.lawmix.ru/zakonodatelstvo/302921

## Население
| 2010 |
| ---- |
| 18   |

### Национальный состав
Согласно результатам переписи 2002 года, в национальной структуре населения русские составляли 97 % из 31 чел.

## Транспорт
Мимо деревни проходит автодорога Пучеж — Иваново - Москва / Пучеж - Нижний Новгород и дорога местного значения Пучеж - с. Илья-Высоково (во все эти города, а также в с. Илья-Высоково ходят автобусы из Пучежа). C автостанции г. Пучеж можно доехать до других населенных пунктов пригородного или междугороднего сообщения (Кинешма, Юрьевец).